# 錦田路 (高雄市)
錦田路（Jintian Rd.）為高雄市新興區及三民區的南北向道路，南起於民生一路口，北止於建國二路口。路幅較為狹窄。

## 行經行政區域
- 新興區
- 三民區

## 沿線設施
（由南至北）
- 7-ELEVEN清漢門市
- Times高雄錦田路停車場
- 高雄市財稅行政大樓
- 台灣中油中正三路加油站
- 捷運信義國小站
- 新興區公所
  - 高雄市新興區戶政事務所
  - 高雄市政府地政局新興地政事務所
  - 高雄市立圖書館新興分館
- 高雄市新興區信義國小
- 六合錦田停車場
- 合作金庫銀行七賢分行
- 八德停車場
- 國家通訊傳播委員會南區監理處
- 幸福川

## 公共自行車
- 高雄市公共自行車租賃系統：
  - 建國錦田路口西北側：建國二路/錦田路口西北側
  - 捷運信義國小站(1號出口)：中正三路/錦田路(西北側)

## 相關連結
- 高雄市主要道路列表